# Bischoffsheim
Bischoffsheim település Franciaországban, Bas-Rhin megyében. Lakosainak száma 3360 fő (2022. január 1.). Bischoffsheim Blaesheim, Bœrsch, Griesheim-près-Molsheim, Hindisheim, Innenheim, Krautergersheim, Obernai és Rosheim községekkel határos.

## Népesség
A település népességének változása:
| Lakosok száma | 3334 | 3339 | 3424 | 3330 | 3329 | 3329 | 3338 | 3352 | 3360 |
|               | 2013 | 2015 | 2016 | 2017 | 2018 | 2019 | 2020 | 2021 | 2022 |